# Henry Alden Clark

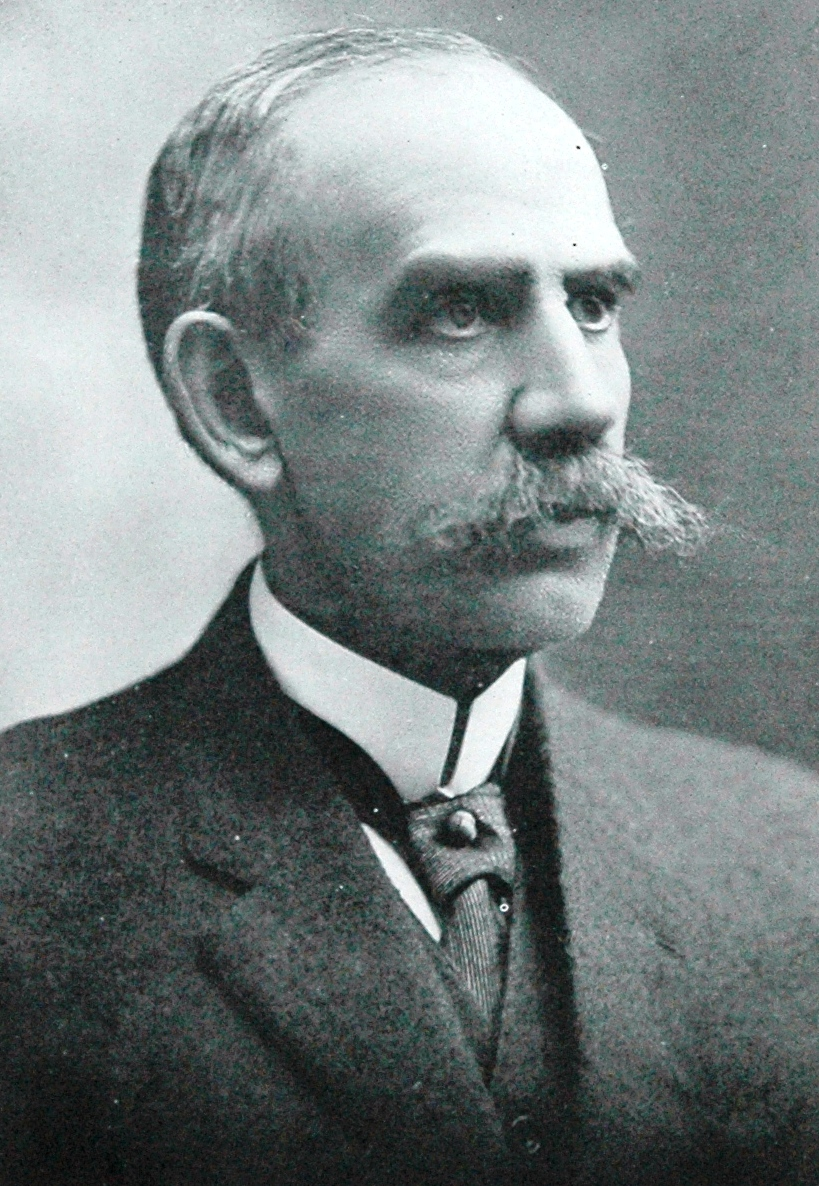

Henry Alden Clark (* 7. Januar 1850 in Harborcreek, Erie County, Pennsylvania; † 15. Februar 1944 in Erie, Pennsylvania) war ein US-amerikanischer Politiker. Zwischen 1917 und 1919 vertrat er den Bundesstaat Pennsylvania im US-Repräsentantenhaus.

## Werdegang
Henry Clark besuchte die öffentlichen Schulen seiner Heimat und danach bis 1864 die Erie Academy. In den Jahren 1865 und 1866 absolvierte er die State Normal School in Edinboro und im Jahr 1867 das Willoughby Collegiate Institute. Anschließend unterrichtete er für einige Zeit als Lehrer. Gleichzeitig setzte er seine eigene Ausbildung bis 1870 an der Erie Central High School fort. Daran schloss sich bis 1874 ein Studium an der Harvard University an. Nach einem anschließenden Jurastudium an der gleichen Universität und seiner 1878 erfolgten Zulassung als Rechtsanwalt begann er in diesem Beruf zu arbeiten. Bis 1887 arbeitete er für die Elektrofirma von Thomas Alva Edison. Seit 1882 lebte er in Erie, wo er als Mitglied der Republikanischen Partei eine politische Laufbahn einschlug. Im Jahr 1888 wurde er Mitglied im dortigen Stadtrat; 1890 war er republikanischer Stadt- und Bezirksvorsitzender. Zwischen 1890 und 1892 gab Clark auch die Zeitung Erie Gazette heraus. Von 1896 und 1899 war er juristischer Vertreter der Stadt Erie.
In den Jahren 1911, 1913 und 1915 saß Clark im Senat von Pennsylvania. Bei den Kongresswahlen des Jahres 1916 wurde er im 25. Wahlbezirk von Pennsylvania in das US-Repräsentantenhaus in Washington, D.C. gewählt, wo er am 4. März 1917 die Nachfolge des Demokraten Michael Liebel antrat. Da er im Jahr 1918 auf eine weitere Kandidatur verzichtete, konnte er bis zum 3. März 1919 nur eine Legislaturperiode im Kongress absolvieren. Diese war von den Ereignissen des Ersten Weltkrieges geprägt.
Nach dem Ende seiner Zeit im US-Repräsentantenhaus praktizierte Henry Clark wieder als Anwalt. Zwischen 1921 und 1931 war er Richter am Vormundschaftsgericht im Erie County. Er starb im Alter von 94 Jahren am 15. Februar 1944 in Erie, wo er auch beigesetzt wurde.